# Ib Friis
Pour les articles homonymes, voir Friis.
Ib Friis, né le 12 janvier 1945 , est un botaniste danois.
Il collabora à plusieurs reprises avec Kaj Børge Vollesen.

## Biographie
Il est chercheur en taxonomie à l'Institut Biologique de l'Université d'Aarhus à Copenhague. Il a étudié, entre autres, le genre Boehmeria de la famille des Urticacées, dans la taxonomie de ces plantes vasculaires, avec un accent sur l’Afrique, et en particulier dans la région de la Corne africaine, la phytogéographie et la biodiversité végétale (y compris la flore des fougères d’Éthiopie), ainsi que l’écologie de la végétation africaine, notamment des forêts et des savanes. Il travaille également sur des sujets de nomenclature botanique et d’histoire de la botanique, en particulier les explorations botaniques en Afrique. Il a effectué des travaux de terrain en Éthiopie, Érythrée, Kenya, Ouganda, Tanzanie, Soudan, Somalie et Thaïlande.
En 1970, il a obtenu son diplôme en biologie à l’Université de Copenhague. En 1985, il a obtenu son doctorat à l’Université d’Uppsala avec une thèse sur les Urticacées et les Moracées d’Afrique tropicale. En 1992, il a soutenu une thèse à Copenhague sur la flore des arbres forestiers du nord-est de l’Afrique tropicale (Éthiopie, Djibouti et Somalie).
De 1970 à 1974, il a été professeur assistant au Département de Botanique de l’Université de Copenhague. De 1974 à 1987, il a occupé le poste de professeur associé. De 1987 à 1993, il a été conservateur au Musée de Botanique. Depuis 1993, il est professeur à cet endroit. Il est également directeur de l’herbier des plantes vasculaires.
Friis est co-auteur de plus d’une centaine d’articles dans des revues comme le Kew Bulletin, le Nordic Journal of Botany et Willdenowia. Il est co-auteur de plus d’une centaine de noms botaniques. Il est impliqué dans le projet Flora of China, pour lequel il décrit la famille des Urticacées. Avec Paul Hulton et F. Nigel Hepper (1923–2013), il est l’auteur du livre Les dessins de Luigi Balugani de plantes africaines, publié en 1991.
Friis est un membre de la "Royal Danish Academy of Sciences and Letters".